# Lubor Niederle
Lubor Niederle (20. september 1865, Klatovy - 14. junij 1944, Praga) je bil češki arheolog, antropolog in etnograf. Niederle je eden izmed začetnikov češke arheologije.

## Študij in kariera
Med 1883–97 je Niederle študiral arheologijo na Karlovi univerzi v Pragi. Kasneje je študiral antropologijo, sociologijo in etnologijo. Kasneje je študiral v Munichu pri profesorju Johannesu Ranku (1889) in v Parizu pri profesorju Léonceju Manouvriereju na École d’anthropologie. Niederle je potoval v več slovanskih držav, kjer je raziskoval arheološke izkopanine in zgodovinske dokumente.
Leta 1898 je bil Niederle imenoval za profesorja na Karlovi univerzi. Kot arheolog je predstavljal »univerzitetno šolo« nasproti »muzejski šoli« arheologa  Josefa Ladislava Piča.
Med 1907-8 je bil dekan na Fakulteti za filozofijo, med 1908-09 vice-dekan in med 1927–28 rektor fakultete. Leta 1919 je pomagal ustanoviti Državni arheološki inštitut (Státní archeologický ústav), današnji Inštitut za Arheologijo (Archeologický ústav) .
Objavil je več člankov o slovansko etnografiji in arheologiji in je bil urednik mnogih znanstvenih revij, npr. Památky archeologické, Věstník slovanských starožitností in Obzor prehistorický. Pomagal je ustanoviti Slovanski inštitut (Slovanský ústav) v Pragi  katerega urednik je bil med 1928–31.
Med najbolj znanimi knjigami so Žepna knjiga češke arheologije (Rukověť české archeologie, 1910, s Karlom Buchtelo) in 11 zvezkov serije »Slovanske starožitnosti« (Slovanské starožitnosti) izdane med 1902–34. Serija je raziskovala izvor in prazgodovino Slovanov in je bilo nadaljevanje dela zgodovinarja   Josefa Pavola Šafárika. To delo je temeljno za arheologijo Slovanov in je bilo prevedeno v francoščino. Notri je prvič v zgodovini bila predstavljena etnogeneza Slovanov in najstarejša dela slovanskih držav.
Niederle je bil tudi nadarjen slikar. Večino svojih knjig je sam ilustriral.

## Dela
- 1893, 1894 - Lidstvo v době předhistorické se zvláštním zřetelem na země slovanské (Praga; XXXIX + 760 str.).
- 1896 - Průvodce po Národopisném Museu Českoslovanském (Praga: nakl. rady N. M. Č.).
- 1903 - Národopisná mapa uherských Slováků na základě sčítání lidu z r. 1900, w: NSČ IX (Praga; 226 str., z 2 mapkami w tekście i 11 mapami załączonymi do publikacji).
- 1910 - Rukověť české archeologie (Razem z Karlem Buchtelą, Praga; 110 str. + XXV tab.).
- 1902–1927 - Slovanské starožitnosti (Praga).
- Lidstvo v době předhistorické ze vláštním zřetelem na země slovanské. Praha, 1893–1894.
- Nástin dějin anthropologie. Praha, 1889.
- Příspěvky k anthropologii zemí českých. Praha, Том 1 (1891), Том 2 (1894)
- O původu slovanů: studie k slovanskym starožitnostem. Praha, 1896.
- Věstník slovanských starožitností, 1898.
- Starověke zprávy o zeměpisu východní Evropy se zřetelem na země slovanské …, 1899.
- Vpády slovanů na Balkán za vlády Justinianovy. Praha, 1905.
- Příchod čechů a archeologie. Praha, 1906.